# Богородский 209-й пехотный полк
209-й пехотный Богородский полк — армейская пехотная воинская часть Вооружённых сил Российской империи.
Пехотный полк второй очереди был сформирован для защиты Российского государства от германской агрессии и принимал участие в Первой мировой войне.

## История
19 июля 1914 года Германская империя объявила Российской империи войну, впоследствии получившую название Великой или Первой мировой.
Второочередной полк с войсковым номером 209 был развёрнут в конце июля 1914 года в Богородском уезде Московской губернии из кадра (16 офицеров и 280 нижних чинов, часть 3-го батальона), выделенного из 1-го лейб-гренадерского Екатеринославского полка, дислоцировавшегося в Москве, и 2303 запасных из Богородского уезда. В период с 22 июля по 7 августа полк находился в Москве, где проводилась подготовка, слаживание личного состава, производились учебные стрельбы и тактические учения пехотных батальонов на Ходынском стрельбище.
После краткосрочной подготовки 7 августа 209-й полк погрузился в воинские поезда и убыл маршем на Западный театр войны к госгранице с Прусским королевством. 10 августа того же года пехотное формирование прибыло в местечко Радзивилишки Прибалтийского края, оттуда маршем направился в пограничный Тауроген с задачей обеспечить защиту и оборону государственной границы России от германского агрессора, между городами Паланген и Юрбург, ведя разведку до реки Немана.
Воинская часть участвовала в Восточно-Прусской операции. Боевое крещение Богородский полк получил под местечком Фридрихграбен (сейчас это город Полесск в Калининградской области) 24 августа 1914 года, где из состава полка было убито и ранено три офицера и 7 нижних чинов. В другом источнике указано, что полк участвовал 20 августа 1914 года в Гумбиннен-Гольдапском сражении (Битва при Гумбиннене), а с 26 по 30 августа 1914 года в битве при Танненберге.
31 августа часть занимала позиции у города Владиславова, а 1 — 3 сентября обеспечивал переправу через Неман у местечка Средники. В сентябре 1914 года русская армия начала наступление (Первая августовская операция).
С 9 по 15 сентября 1914 года полк участвовал в битве на Мазурских озерах. 28 сентября Богородский полк в связи с ошибками вышестоящего командования оказался в окружении и был вынужден отражать натиск превосходящих германских сил под шрапнельным, гранатным и ружейным огнём противника. Три раза супостат переходил в атаку, прорываясь сквозь редкие цепи русской пехоты, и каждый раз офицеры, собрав нижних чинов, мужественно бросались в штыки, очищая свои позиции от неприятеля. Полк понёс огромные потери в этом бою за усадьбу Урбантаттен, его потери составили более 1000 человек личного состава. Вырвавшись из окружения, формирование было доукомплектовано и осенью 1914 года вело наступательные действия в Восточной Пруссии.
В ходе германского наступления, в январе — феврале 1915 года, 209-й Богородский полк в составе дивизии входил в ХХ корпус, который был окружён, при прорыве окружения часть военнослужащих погибла и пропала без вести, а другая часть оказалась в германском плену. По докладу прорвавшихся, Богородский полк потерял 45 офицеров, одного священника, одного чиновника, четырёх врачей и 3470 нижних чинов.
С 30 апреля 1915 года 209-й Богородский пехотный полк был доукомплектован офицерами и солдатами из других краёв России и вошёл в состав формировавшегося 34-го армейского корпуса Северо-Западного фронта России. В 1916 году войсковая часть была в составе XXIII армейского корпуса и участвовала в Брусиловском наступлении на Волыни. В период смуты 209-й полк был расформирован.

## Командиры полка
- 18.07.1914 — хх.10.1914 — полковник князь Массальский, Евгений Брониславович[3][1];
- 21.01.1915 — 19.03.1915 — полковник Миглевский, Николай Михайлович[1];
- 19.03.1915 — после 01.08.1916 — полковник Замшин, Владимир Иванович[1];
- 06.04.1917 — 29.09.1917 — полковник Л. Ф. Гведилло[1];
- сентябрь — октябрь 1917 — подполковник Абриньба, Дмитрий Ильич[1];.

## Состав
При сформировании части:
- командование, штаб, полковой оркестр и другое;
- рота службы связи;
- пулемётная команда (восемь пулемётов);
- нестроевая рота;
- четыре батальона четырёхротного состава

На 1 февраля 1915 года численность личного состава 2927 человек. В апреле 1915 года Высочайше было принято решение включить вторую пулемётную команду в состав пехотных полков. Во второй половине войны пулемётные команды Русской армии были заменены пулемётными ротами.

## В составе формирований, период
- 1-я бригада / 53-я пехотная дивизия / 1-я армия / Северо-Западный фронт, 18.07 — 31.08.1914;
- 1-я бригада / 53-я пехотная дивизия / 24-й армейский корпус / Северо-Западный фронт, 01.09. — 30.09.1914;
- 1-я бригада / 53-я пехотная дивизия / 20-й армейский корпус / 1-я армия / Северо-Западный фронт, 31.08. — 23.10.1914;
- 1-я бригада / 53-я пехотная дивизия / 20-й армейский корпус / 10-я армия / Северо-Западный фронт, 23.10.1914 — 10.01.1915;
- 1-я бригада / 53-я пехотная дивизия / 20-й армейский корпус / Северо-Западный фронт, 01.01. — 28.02.1915;
- 1-я бригада / 53-я пехотная дивизия / 20-й армейский корпус / 12-я армия / Северо-Западный фронт, 10.01. — 26.02.1915;
- 1-я бригада / 53-я пехотная дивизия / 34-й армейский корпус / 10-я армия / Северо-Западный фронт, 30.04. — 11.08.1915;
- 1-я бригада / 53-я пехотная дивизия / Кавказский армейский корпус / Северный фронт, 01.08. — 31.08.1915;
- 1-я бригада / 53-я пехотная дивизия / 34-й армейский корпус / 10-я армия / Западный фронт, 11.08. — 18.09.1915;
- 1-я бригада / 53-я пехотная дивизия / 34-й армейский корпус / 2-я армия / Западный фронт, 18.09. — 07.12.1915;
- 1-я бригада / 53-я пехотная дивизия / 34-й армейский корпус / 1-я армия / Западный фронт, 07.12.1915 — 01.02.1916;
- 1-я бригада / 53-я пехотная дивизия / 34-й армейский корпус / 4-я армия / Западный фронт, 01.02. — 22.05.1916;
- 1-я бригада / 53-я пехотная дивизия / 23-й армейский корпус / 3-я армия / Западный фронт, 22.05. — 12.06.1916;
- 1-я бригада / 53-я пехотная дивизия / 23-й армейский корпус / Юго-Западный фронт, 01.06. — 30.06.1916;
- 1-я бригада / 53-я пехотная дивизия / 23-й армейский корпус / 8-я армия / Юго-Западный фронт, 12.06. — 15.09.1916;
- 1-я бригада / 53-я пехотная дивизия / 39-й армейский корпус / Особая армия / Юго-Западный фронт, 15.09. — 01.11.1916;
- 1-я бригада / 53-я пехотная дивизия / 39-й армейский корпус / Особая армия / Западный фронт, 01.11.1916 — 21.07.1917;
- 1-я бригада / 53-я пехотная дивизия / 39-й армейский корпус / Юго-Западный фронт, 01.11. — 30.11.1917;
- 1-я бригада / 53-я пехотная дивизия / 39-й армейский корпус / Особая армия / Юго-Западный фронт, 21.07. — 31.12.1917.

## Знаки отличия полка
- При сформировании стало полковым Георгиевское знамя образца 1875 года, которое было даровано 13 октября 1878 года 3-му батальону 1-го лейб-гренадерского Екатеринославского полка, который стал основой 209-го полка. Оно было с 209-м полком до попытки его спасения от захвата противником. Медальоны красные, шитьё золотое. Навершие образца 1867 года. Древко жёлтое. Во время гибели XX корпуса Русской армии в Августовских лесах сохранилось лишь древко со скобой, навершием и юбилейной лентой, спрятанные в лесу, в земле, после боёв всё было найдено и передано в штаб армии. Его полотнище обернул вокруг тела полковой священник иеромонах Филофей (Антипычев), пропавший без вести при выходе из окружения (возможно, утонул в болоте).
- 23 сентября 1914 года даровано простое знамя образца 1900 года. Кайма красная, шитьё золотое. Навершие образца 1857 года. Древко жёлтое. Спас Нерукотворный.

## Память
Памятные знаки воинам 209-го пехотного Богородского полка, павшим в боях Первой мировой войны, установлены в городе Ногинске (современное название Богородска) Московской области и в городе Полесске Калининградской области.